# Kerstingiella biflora
Kerstingiella biflora là một loài thực vật có hoa trong họ Đậu. Loài này được (Schumach. & Thonn.) Lackey mô tả khoa học đầu tiên năm 1978.